# Kai Shibato
Kai Shibato (jap. 柴戸海, Shibato Kai; * 24. November 1995 in Yokohama, Präfektur Kanagawa) ist ein japanischer Fußballspieler.

## Karriere
Kai Shibato erlernte das Fußballspielen in der Universitätsmannschaft der Meiji-Universität. Seinen ersten Vertrag unterschrieb er 2018 bei den Urawa Red Diamonds. Der Verein aus Urawa-ku, einem Stadtbezirk der Millionenstadt Saitama, spielte in der höchsten Liga des Landes, der J1 League. Am 19. Dezember 2021 stand er mit dem Klub im Endspiel des Kaiserpokals, dass man mit 2:1 gegen Ōita Trinita gewann. 2022 gewann er mit den Urawa Red Diamonds den japanischen Supercup. Das Spiel gegen den Meister von 2021, Kawasaki Frontale, gewann man am 12. Februar durch zwei Tore von Ataru Esaka mit 2:0. Im Januar 2024 wechselte er auf Leihbasis zum Erstligaaufsteiger FC Machida Zelvia. Für Machida bestritt er 22 Ligaspiele. Nach der Ausleihe kehrte er im Januar 2025 zu den Diamonds zurück.

## Erfolge
Urawa Red Diamonds
- AFC-Champions-League-Finalist: 2019
- Japanischer Pokalsieger: 2018, 2021
- Japanischer Supercup-Sieger: 2022